# Престон (тауншип, Миннесота)
Престон (англ. Preston) — тауншип в округе Филмор, Миннесота, США. На 2000 год его население составило 374 человека.

## География
По данным Бюро переписи населения США площадь тауншипа составляет 89,4 км², из которых 89,4 км² занимает суша, a вода составляет 0,03 %.

## Демография
По данным переписи населения 2000 года здесь находились 374 человека, 112 домохозяйств и 91 семья. Плотность населения — 4,2 чел./км². На территории тауншипа расположено 128 построек со средней плотностью 1,4 построек на один квадратный километр. Расовый состав населения: 98,93 % белых, 0,27 % азиатов, 0,80 % — других рас США. Испанцы или латиноамериканцы любой расы составляли 1,07 % от популяции тауншипа.
Из 112 домохозяйств в 41,1 % воспитывались дети до 18 лет, в 78,6 % проживали супружеские пары и в 18,8 % домохозяйств проживали несемейные люди. 14,3 % домохозяйств состояли из одного человека, при том 7,1 % из — одиноких пожилых людей старше 65 лет. Средний размер домохозяйства — 3,34, а семьи — 3,81 человека.
40,9 % населения — младше 18 лет, 5,9 % — в возрасте от 18 до 24 лет, 22,7 % — от 25 до 44, 20,9 % — от 45 до 64, и 9,6 % старше 65 лет. Средний возраст — 28 лет. На каждые 100 женщин приходилось 108,9 мужчин. На каждые 100 женщин старше 18 приходилось 106,5 мужчин.
Средний годовой доход домохозяйства составлял 46 250 долларов, а средний годовой доход семьи — 51 250 долларов. Средний доход мужчин — 33 750 долларов, в то время как у женщин — 22 500. Доход на душу населения составил 14 134 доллара. За чертой бедности находились 14,6 % семей и 18,1 % всего населения тауншипа, из которых 26,8 % младше 18 и 13,8 % старше 65 лет.